# フリーダム・オブ・ザ・シーズ
フリーダム・オブ・ザ・シーズ（Freedom of the Seas）はアメリカのロイヤル・カリビアン・インターナショナルが運航するクルーズ客船。同社が2009年にオアシス・オブ・ザ・シーズを就航させるまでは世界最大のクルーズ客船であった。
就航地域はカリブ海。

## 概要
ロイヤル・カリビアン・インターナショナル社のボイジャー・オブ・ザ・シーズ級の拡張版として建造した姉妹船で、全3隻からなるフリーダム級の1番船である。ウルトラ・ボイジャー級とも呼ばれる。
客室は全部で1,817室あり、そのうちの1,084室が海側に面している。基本的には、ヴォイジャー級の船体を機関部前方で二分割し、その間に長さ27mの中間部を挿入した構造となっている。そのため機関や装備品・内装などでヴォイジャー級との共通性が高くなっている。船体を延長したが推進機関はヴォイジャー級と同出力のアジポッド電動推進器であるため、ヴォイジャー級に比べ0.5kt程度の速力低下となっている。しかし本級の主な配船エリアであるカリブ海海域では高速巡航を必要とする区間が事実上存在しないため速力の低下は問題となっていない。
建造はフィンランドのアーケル・フィンヤーズトゥルク工場にて行われ、2006年5月に世界最大のクルーズ客船としてデビューした。それまでの世界最大の客船はキュナード・ラインのクイーン・メリー2であった。

## 船内施設
フリーダム級は「スポーツ・プール」、噴水や滝がある「H2Oゾーン」、大人専用の「ソラリウム」と3つのスイミングエリアを備えており、船上初のサーフィンプール(en:FlowRider)を備えるなど、ボイジャー級と比べてスイミングレジャー施設が充実している。
他の施設としては
- スケートリンク
- ロッククライミング施設
- 屋外ジャグジー
- プール
- ロイアルプロムナード
- レストラン
- バー・ラウンジ
- 免税店
- カジノ
- ゴルフ・シミュレーター
- ミニ・ゴルフコース
- スパ・フィットネスセンター
- バスケットボールコート

## 同型船
- フリーダム・オブ・ザ・シーズ - 2006年6月就航,就航海域・カリブ海
- リバティ・オブ・ザ・シーズ - 2007年7月就航、就航海域・カリブ海
- インディペンデンス・オブ・ザ・シーズ - 2008年5月就航、就航海域・カリブ海